# Bodenschätzung
Unter Bodenschätzung, auch Bonitierung oder Bonitur, versteht man die Bewertung der Ertragsfähigkeit und damit die Schätzung des Wertes (Bodenbonität) landwirtschaftlicher Grundstücke (Ackerböden oder Grünlandböden). Dazu wird zunächst im Rahmen der Acker- bzw. Grünlandschätzung die Ertragsfähigkeit des Grundstücks beurteilt, die sich allein aus dem Boden und bei Grünland zusätzlich aus dem Klima ergibt. Danach erfolgen Zu- oder Abschläge, die die Geländeeigenschaft (z. B. Hangneigung) berücksichtigen.

## Geschichte
Nach archäologischen Forschungen reichen die Anfänge der Grundstücksvermessung und Bonitierung bis in die Zeiten der alten Kulturvölker des Orients zurück. Sowohl in Mesopotamien als auch im alten Ägypten gab es eine Urform des Katasters. Die Abgaben der Bauern waren bereits im alten Reich (um 3000 v. Chr.) nach Art und Güte ihrer Grundstücke bemessen. Daran sieht man die enge Verbindung von Besteuerung, Vermessung und Bodenschätzung.
Ab dem Mittelalter war in Zentraleuropa das System der Hufe verbreitet.
Vom Anfang des 19. Jahrhunderts bis in die 1930er-Jahre wurde streng nach den Flurstücken des Liegenschaftskatasters vorgegangen. Jede Parzelle wurde einzeln geschätzt. Dies war ein relativ aufwändiges Verfahren, gerade bei kleinen Parzellen.

### Deutschland
In Deutschland wurde nach einer bereits Ende der 1920er Jahre begonnenen Planungsphase am 16. Oktober 1934 ein Bodenschätzungsgesetz (Gesetz über die Schätzung des Kulturbodens in Deutschland) erlassen. Die Reichsregierung wollte mit dieser „Reichsbodenschätzung“ einen Überblick erhalten, in welcher Weise und mit welchem Anteil die verschiedenen Böden in den einzelnen Betrieben, Gemarkungen, Gemeinden, Verwaltungsbezirken und im ganzen Land vertreten sind.
Durch dieses Bodenschätzungsgesetz wurde die Durchführung der Bodenschätzung für das gesamte Reichsgebiet angeordnet.
§ 1 Für den Zweck einer gerechten Verteilung der Steuern, einer planvollen Gestaltung der Bodennutzung und einer Verbesserung der Beleihungsunterlagen wird eine Bodenschätzung für die landwirtschaftlich genutzten Flächen des Reichsgebiets durchgeführt.
Bis zu diesem Zeitpunkt gab es in Deutschland keinerlei einheitliche Unterlagen über die Böden. Auslöser für eine reichseinheitliche Bodenschätzung war die Finanzverwaltung der Weimarer Republik, die die Finanzhoheit von den Gliedstaaten übernommen hatte. Man stand so vor der Aufgabe, für das ganze Reichsgebiet einheitliche Besteuerungsgrundlagen zu schaffen.
Das im Dritten Reich resultierende Bodenschätzungsgesetz stellte einen Meilenstein der Bonitierung dar. Nach dem Anschluss Österreichs wurde dort die gleiche Regelung eingeführt. Diese Art der Erfassung ist weltweit einmalig. Auf Grund der Schätzgenauigkeit und der Feinheit des Rasters (50 m × 50 m) verfügen die untersuchten Gebiete bis heute über eine Bodenerfassung, die in ihrer Exaktheit und Flächendeckung vor der Verfügbarkeit von Satellitenfotos und GPS fast nirgendwo sonst auf der Erde erreicht wurde. Europaweit wird ein ähnliches System gerade aufgebaut.
1935 traten die Durchführungsbestimmungen zum Bodenschätzungsgesetz in Kraft. Die praktische Arbeit der Schätzer wurde grundlegend geändert. Es wurde fortan über die Eigentums- und Flurstücksgrenzen hinweg geschätzt. Die Flächen wurden aufgeteilt in
- Klassenflächen
- Klassenabschnitte
- Sonderflächen

Nach dem Ausbruch des Zweiten Weltkriegs konnte die Schätzarbeit nicht endgültig abgeschlossen werden. Dennoch liegen weitreichende Karten und Daten für die Gebiete innerhalb der damaligen Grenzen des Deutschen Reichs vor. In der Bundesrepublik und der DDR wurde die Schätzung nach dem Krieg wieder aufgenommen und etwa innerhalb der nächsten 20 Jahre abgeschlossen. Das Finanzamt führt bis heute Nachschätzungen durch, etwa wenn sich Flächen durch Erosion verschlechtern oder eine neue Bewirtschaftung (Bewässerung, Düngung, Verkehrsanschluss) eine höhere Einstufung im Steuersystem vermuten lassen.
In der DDR wurde der Schätzrahmen stark favorisiert und weiterentwickelt, um die großen Flächen der LPGs besser bewirtschaften zu können. Deshalb liegen dort noch sehr viel genauere Bodendaten vor als in den alten Bundesländern. Teile des DDR-Schätzsystems wurden nach der Wiedervereinigung übernommen.

## Zweck
Der Hauptgrund für die Durchführung der Bodenschätzung liegt in der Vereinheitlichung der Besteuerung im Deutschen Reich. Daneben spielen auch Versicherungen, Entschädigungszahlungen, politische Entscheidungen und Planungen eine Rolle. Auch strukturelle Veränderungen in der Landwirtschaft machten eine Erfassung der Bodendaten sinnvoll, denn seit dem 19. Jahrhundert setzte in der Landwirtschaft ein Wandel ein: Lange Zeit dominierten kleinbäuerliche Strukturen mit viel Handarbeit. Die Besitzer, Pächter oder Verwalter hatten in der Regel einen genauen Überblick über ihre Flächen, die oft schon jahrhundertelang in Besitz einer Familie waren. Mit der Mechanisierung und Landflucht änderte sich dies oft: Viele Ortskundige zogen sich aus der Landwirtschaft zurück oder verließen mit ihrem Wissen das Land. Andere Betriebe wuchsen und pachteten oder kauften Schläge. Über diese Zuwächse besaßen die neuen Besitzer kein so detailliertes Wissen. Ferner wurden durch die bessere Infrastruktur Entfernungen geringer, so dass Umzüge oder Landkäufe in entfernten Gebieten häufiger wurden. Im 20. Jahrhundert kam hinzu, dass verstärkt Personen ohne Bezug zur Landwirtschaft („Städter“) z. B. nach einem Studium in die Landwirtschaft kamen, um dort Arbeiten zu verrichten oder sogar Betriebe zu leiten.
Um neuen, teilweise völlig fremden Besitzern die Auswahl der Kulturen oder der Bearbeitung zu ermöglichen, ist eine genaue Planungsgrundlage erforderlich. Dies zeigt sich daran, dass die Bodenschätzung in der DDR mit ihren riesigen LPG-Flächen bis zum äußersten ausgebaut und durchgeführt wurde.
Die Bodenschätzung fließt ein in:
- die Einheitsbewertung des Betriebes,
- die Ertragsmesszahl der Grundstücke,
- ist Grundlage für die Bemessung des Grundbesitzwertes für die Erbschaftsteuer

Die Bodenschätzung dient außer dem steuerlichen Aspekt noch anderen Zwecken wie:
- Aufgaben der Agrarpolitik
  - Festsetzung landwirtschaftlicher Fördermittel
  - Landwirtschaftliche Versuchstätigkeiten
- Planungsgrundlage für die Bewirtschafter
- Planungsgrundlage für die Raumordnung
- Wertermittlung von Grundstücken
  - Vorbereitung von Flurbereinigungen (Festsetzung des Tauschwertes)
  - Landwirtschaftliches Beleihungswesen (Hypothek)
  - Festsetzung von Beiträgen der landwirtschaftlichen Sozialversicherung
  - Festsetzung von allgemeinen landwirtschaftlichen Beiträgen und Gebühren
  - Festsetzung der Höhe von Entschädigungszahlungen (Grundablöse) bei öffentlichen Baumaßnahmen (vorwiegend Straßenbau)
- Festsetzung von Entschädigung bei Gewitterschäden an Acker- und Grünlandflächen

## Durchführung
In der Bodenschätzung unterscheidet man zwischen dem
- Ackerschätzungsrahmen
- Grünlandschätzungsrahmen

### Ackerschätzungsrahmen
Als erstes wurde der im damaligen deutschen Reichsgebiet beste Ackerboden ermittelt – gelegen nahe der Ortschaft Eickendorf in der für fruchtbare Böden bekannten Magdeburger Börde. Dieser Boden (Schwarzerde) erhielt die maximale Bodenwertzahl 100. Durch ein Netz von Vergleichsstücken, die in allen Landesteilen angelegt wurden, orientieren sich alle anderen Schätzungen an diesem Wert. In Eickendorf befindet sich deshalb heute das kleine Museum für Bodenschätzung.
Die Bodeneigenschaften eines Ackerstandortes werden durch die Bodenzahl bewertet. Dabei werden die Bodenart,  Entstehungsart (Ausgangsgestein) und Zustandsstufe festgestellt.

#### Klassifizierung der Bodenart
Für die Schätzung der Wertigkeit der Ackerböden ist die Bodenart von hoher Bedeutung. Man unterscheidet daher in acht Stufen vom reinen Sand bis zum reinen Ton. Es kann zusätzlich Moor als organische Bodenart festgestellt werden. 
| Kürzel | Bodenart                          | Anteil des Abschlämmbaren (= unter 0,01 mm Äquivalentdurchmesser) in % der mineralischen Trockenmasse |
| ------ | --------------------------------- | --- |
| S      | Sand (mineralische Hauptbodenart) | unter 10                                                                                              |
| Sl     | anlehmiger Sand                   | 10 bis unter 14                                                                                       |
| lS     | lehmiger Sand                     | 14 bis unter 19                                                                                       |
| SL     | stark lehmiger Sand               | 19 bis unter 24                                                                                       |
| sL     | sandiger Lehm                     | 24 bis unter 30                                                                                       |
| L      | Lehm (mineralische Hauptbodenart) | 30 bis unter 45                                                                                       |
| LT     | schwerer Lehm                     | 45 bis unter 60                                                                                       |
| T      | Ton (mineralische Hauptbodenart)  | 60 und mehr                                                                                           |
| Mo     | Moor (organogene Hauptbodenart)   | 0 |

Die Erfassung erfolgt im Feld mit der Fingerprobe.

#### Klassifizierung der Entstehungsart
Die Bodengruppen werden weiter untergliedert in ihre möglichen Entstehungsarten, bewirkt durch die mechanischen Kräfte, die den Boden auf natürliche Weise verändern, nämlich Eis, Wind und Wasser:
- Al = Alluvium (Schwemmlandboden, holozäne Ablagerungen der Flussauen)
- Lö = Löss (pleistozäne, äolische Ablagerung; „Windboden“)
- D  = Diluvium (Ablagerungen der Eiszeiten: Geschiebemergel, Sandersande, Terrassenkiese, aber auch tertiäre Ablagerungen)
- V  = Verwitterungsboden entstanden vom Festgesteinen (Kalksteine, Sandsteine, Schiefer)
- Vg = gesteinshaltiger Verwitterungsboden
- Dg = gesteinshaltiger Diluvialboden
- Alg= gesteinshaltiger Alluvialboden

#### Klassifizierung der Zustandsstufe
Jede Bodenart besitzt ihrer Bodenentwicklung entsprechend eine unterschiedliche Zustandsstufe:
1 … allmählicher Übergang der humusreichen Krume zum Untergrund (höchste Güte); keine Anzeichen von Versauerung oder Verdichtung 
bis
7 … scharfe Grenze zwischen Krume und Untergrund (geringste Güte); sehr starke Versauerung und Verarmung

#### Ergebnis: Bodenklasse für Ackerland
Die drei bisher ermittelten Parameter (Bodenart, Zustandsstufe und Entstehungsart) ergeben die Bodenklasse. Sie stellt ein Maß für die allgemeine Bodenbeschaffenheit dar.
Beispiel: L 4 V 63/58 (Lehm, Zustandsstufe 4, Verwitterungsboden, Bodenwertzahl 63, Ackerzahl 58)

### Grünlandschätzungsrahmen
Auch beim Grünland wurde der landesweit beste Boden ermittelt. Dieser bekam den Wert 88. Das Ausgangsgestein ist für die Ertragsfähigkeit von Grünlandböden von geringer Bedeutung und wird daher beim Schätzungrahmen für das Grünland nicht berücksichtigt. Dagegen gehen durchschnittliche Lufttemperatur und die Wasserverfügbarkeit bzw. Bodenbelüftung oder Bodenluft in die Bewertung ein, da diese Faktoren die Ertragsfähigkeit von Grünland stark beeinflussen.

#### Klassifizierung der Bodenart
Für den Grünlandboden spielt die Bodenbeschaffenheit eine nicht ganz so wichtige Rolle wie bei der Ackerschätzung. Insofern unterscheidet man hier auch nur fünf Bodenartengruppen:
| Kürzel | Bodenart                          | Anteil des Abschlämmbaren (= unter 0,01 mm Äquivalentdurchmesser) in % der mineralischen Trockenmasse |
| ------ | --------------------------------- | --- |
| S      | Sand (mineralische Hauptbodenart) | bis unter 14                                                                                          |
| lS     | lehmiger Sand                     | 14 bis unter 24                                                                                       |
| L      | Lehm (mineralische Hauptbodenart) | 24 bis unter 45                                                                                       |
| T      | Ton (mineralische Hauptbodenart)  | über 45                                                                                               |
| Mo     | Moor (organogene Hauptbodenart)   | 0 |

#### Klassifizierung der Zustandsstufe
Die drei Bodenstufen der Grünlandschätzung sind:
I. Keine scharfe Abgrenzung der humusreichen oberen Bodenschichten
II. Krume, wenig humusreich
III. scharfe Abgrenzung der oberen Bodenschichten, wenig Humus.

#### Klassifizierung des Klimas
Die durchschnittliche Jahrestemperatur ist unter anderem maßgebend für einen gesunden Wuchs der Gräser. Man unterscheidet hier vier Klimastufen, bezogen auf die durchschnittliche Jahrestemperatur:
a = 8 °C und darüber (günstige Klimastufe)
b = 7 bis 7,9 °C (mittlere Klimastufe)
c = 5,7 bis 6,9 °C (ungünstige Klimastufe)
d = 5,6 °C und darunter (besonders ungünstige Klimastufe)

#### Klassifizierung der Wasserverhältnisse
Ein gesunder Grünwuchs benötigt viel Wasser, daher ist dessen Verfügbarkeit ein wichtiges Gütekriterium bei Grünland.
Man unterscheidet:
1. frische, gesunde Lage mit gutem Süßgräserbestand
2. Zwischenstufe
3. feuchte Lage, aber noch keine stauende Nässe; weniger gute Gräser mit nur geringem Anteil an schlechten Sauergräsern. Weiter keine trockene Lage
4. Zwischenstufe
5. schlechteste Stufe. Sie umfasst
  - nasse bis sumpfige Lagen mit überwiegend Sauergräsern, schlecht durchlüftet, oder
  - sehr trockene, dürre Lagen (Südhänge) mit weniger guten, harten Gräsern

#### Ergebnis: Bodenklasse für Grünland
Mit der Festlegung der Bodenbeschaffenheit durch die obigen vier Parameter sind wiederum Klassen gebildet worden, zum Beispiel: lS II b 2 46/44 (Lehmiger Sand, Bodenstufe II, Klimastufe b, Wasserverhältnisse 2, Grünlandgrundzahl 46, Grünlandzahl 44).

## Feststellung der Ertragsfähigkeit des Bodens
Durch die mittels Acker- und den Grünlandschätzungsrahmen ermittelten Klassen kann jeweils die allgemeine Bodenbeschaffenheit quantifiziert werden. Diese Klassen resultieren durch Umrechnung in einer Wertzahlenspanne, die
den Prozentsatz des möglichen maximalen Ertrages angibt:
„Bei obiger Bodenbeschaffenheit bringt dieser Boden also im Vergleich zum Wert 100 (bzw. 88) soundsoviel weniger Ertrag.“
Die Schätzungsrahmen geben dann bspw. folgendes vor:
L 5 D → 50 – 57
L II b 3 → 41 – 49
Für die ermittelten Werte können individuelle Auf- oder Abschläge definiert werden. So kann ein Acker- oder Grünlandschlag aufgrund seiner Geländeausformung (z. B. Hanglage oder Senken mit Stauwasser) schlecht zu bewirtschaften sein, was den Gesamtertrag mindern kann. Insofern wird weiter unterschieden:
1. L 5 D 57/55 → Ackerzahl
2. L II b 3 – 49/45 → Grünlandzahl

## Schätzungsergebnisse
Ergebnisse sind:
- das Klassenzeichen (kennzeichnen Bodenbeschaffenheit)
- die Wertzahlen (kennzeichnen Ertragsfähigkeit)
  - bei Ackerland: Bodenwertzahl und Ackerzahl
  - bei Grünland: Grünlandgrundzahl und Grünlandzahl.

Die Ergebnisse der Bodenschätzung werden in Schätzungs(ur)karten erfasst. Diese sind Grundlage für die Übernahme der Bodenschätzung in das Liegenschaftskataster, hier in das Liegenschaftsbuch. Das Liegenschaftsbuch weist zu jedem geschätzten Flurstück die Schätzungsergebnisse einschließlich Acker- bzw. Grünlandzahl und Ertragsmesszahl nach.

### Ertragsmesszahl
Die Ertragsmesszahl (EMZ) drückt die natürliche Ertragsfähigkeit einer bodengeschätzten Fläche aus. Sie ist das Produkt einer Fläche in Ar (100 m²) und der Acker- oder Grünlandzahl (Wertzahlen). Bestehen innerhalb einer Fläche mehrere Teilflächen mit verschiedenen Acker- oder Grünlandzahlen, so bildet die Summe der Produkte der einzelnen Teilflächen in Ar und der jeweiligen Wertzahl die Ertragsmesszahl der Gesamtfläche.
Über die Ertragsmesszahl wird die Grundsteuer pro Flächeneinheit erhoben. Man beachte aber, dass es sich bei der EMZ nur um eine Vergleichszahl und nicht um einen reellen Wert handelt.
Beispiel:
Flächeninhalt: 2000 m² (= 20 Ar)
Ackerzahl: 32
→ EMZ: 640
Demnach werden also 2000 m² landwirtschaftlicher Nutzfläche mit der Wertzahl 32 genau so besteuert wie 640 m² mit der Wertzahl 100.
Berechnung der Ertragsmesszahl:
(Acker-/Grünlandzahl × Fläche in m²) geteilt durch 100.
Beispiel: Eine Fläche von 11.300 m² mit einer Schätzung von: L II b2 50/44
(44 × 11.300) geteilt durch 100 ergibt eine EMZ von 4972.
Die Ertragsmesszahlen sind im Grundstücksverzeichnis des Katasters für alle landwirtschaftlich genutzten Grundstücke digital vorhanden und abfragbar.